# Irving Adler
Pour les articles homonymes, voir Adler.
Irving Adler (né le 27 avril 1913 – mort le 22 septembre 2012) est un écrivain, mathématicien, scientifique, militant politique et enseignant américain. Il est l'auteur de 57 livres, dont certains publiés sous le pseudonyme Robert Irving, ainsi que le co-auteur de 30 autres. Traduite dans 19 langues et distribuée dans 31 pays, son œuvre traite de mathématiques, de science et d'éducation.
À partir de l'adolescence, il milite pour plusieurs causes sociales et politiques telles celles des droits civiques, des libertés publiques et de la paix. Durant le maccarthysme, il a été en procès contre le ministère de l'éducation dans la cause Adler vs. Board of Education.

## Biographie

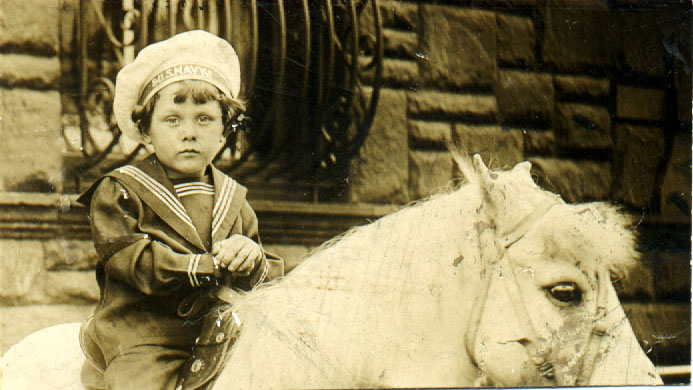
Irving Adler en 1917.

Irving Adler naît à Harlem, à New York. Il est le troisième de cinq enfants. Ses parents sont des immigrés de la Galicie. D'abord nommé Yitzchak, anglicisé en Isaac sur son certificat de naissance, son nom a été changé en Irving à l'école primaire. Élève brillant, son parcours est accéléré. Il entre à la Townsend Harris High School (en) à onze ans, puis au City College (CCNY) à quatorze ans. Au cours de ses études, il reçoit la Belden Gold Medal pour son excellence en mathématiques. Adler obtient son diplôme de CCNY en 1931, à l'âge de 18 ans, avec mention honorifique.
Adler commence une carrière d'enseignant à la Stuyvesant High School. Il enseigne trois ans en tant que remplaçant, à une époque où le ministère de l'éducation refuse de remplacer les postes vacants de professeurs réguliers. Adler se joint à la Unemployed Teachers Association, qui engage une poursuite envers le ministère. Cette dernière débouchera sur l'attribution de 3 500 postes réguliers pour des enseignants suppléants.

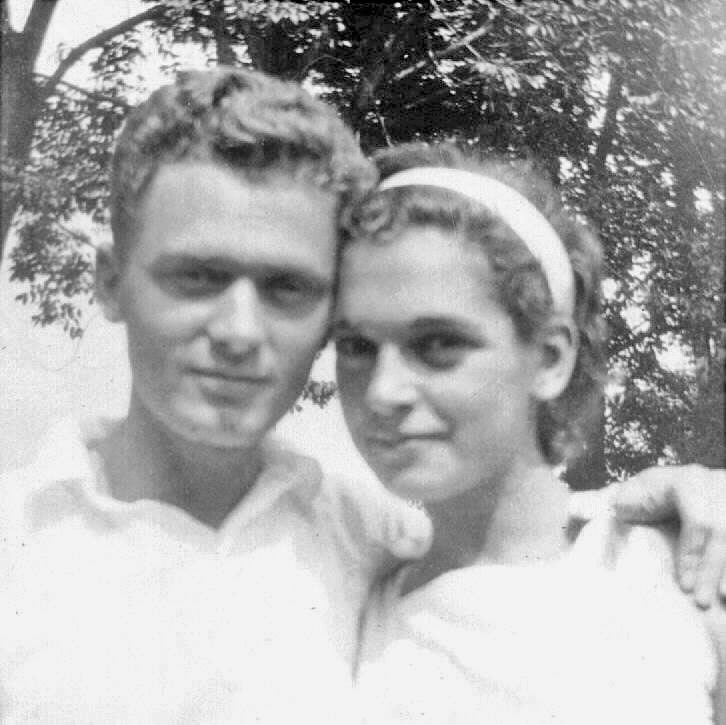
Irving & Ruth Adler en 1935.

Dans les années 1930, Adler milite dans la branche étudiante du mouvement pacifiste. C'est à cette époque qu'il rencontre Ruth Relis, une étudiante du Barnard College. Le couple se marie en 1935 et aura deux enfants : Stephen et Peggy (en).
Au cours des années 1930 et 1940, Adler enseigne les mathématiques dans plusieurs établissements scolaires secondaires de l'État de New York. Il dirige le département de mathématiques de la Straubenmuller Textile High School (en) de 1946 à 1952. Il est également un membre actif de la branche locale de l'American Federation of Teachers (en), occupant différents postes dans la structure.